# Doha Diamond League 2019
Il Doha Diamond League 2019 è stato la 21ª edizione dell'annuale meeting di atletica leggera, tappa inaugurale del circuito Diamond League 2019. Le competizioni hanno avuto luogo presso lo Stadio internazionale Khalifa di Doha, il 3 maggio 2019.

## Programma
| # | Orario | Specialità       |
| - | ------ | ---------------- |
| 1 | 18:20  | Salto con l'asta |
| 2 | 18:35  | Lancio del disco |
| 3 | 19:15  | 800 metri piani  |
| 4 | 19:37  | 3000 metri siepi |
| 5 | 19:56  | 200 metri piani  |
| 6 | 20:00  | Getto del peso   |
| 7 | 20:15  | 1500 metri piani |

| # | Orario | Specialità         |
| - | ------ | ------------------ |
| 1 | 18:55  | Salto in alto      |
| 2 | 19:00  | Salto in lungo     |
| 3 | 19:04  | 400 metri ostacoli |
| 4 | 19:27  | 100 metri ostacoli |
| 5 | 20:07  | 800 metri piani    |
| 6 | 20:34  | 200 metri piani    |
| 7 | 20:46  | 3000 metri piani   |

     Specialità valide per la Diamond League

## Risultati
Di seguito i primi tre classificati di ogni specialità.

### Uomini
| Specialità       | 1º classificato     | Prestazione | 2º classificato      | Prestazione | 3º classificato       | Prestazione |
| 200 metri        | Ramil Guliyev       | 19"99       | Álex Quiñónez        | 20"19       | Aaron Brown           | 20"20       |
| 800 metri        | Nijel Amos          | 1'44"29     | Emmanuel Korir       | 1'44"50     | Donavan Brazier       | 1'44"70     |
| 1500 metri       | Elijah Manangoi     | 3'23"21     | Timothy Cheruiyot    | 3'32"47     | Bethwell Birgen       | 3'33"12     |
| 3000 metri siepi | Soufiane el-Bakkali | 8'07"22     | Hillary Bor          | 8'08"41     | Leonard Kipkemoi Bett | 8'08"61     |
| Salto con l'asta | Sam Kendricks       | 5,80 m      | Thiago Braz da Silva | 5,71 m      | Seito Yamamoto        | 5,61 m      |
| Getto del peso   | Ryan Crouser        | 22,16 m     | Tomas Walsh          | 22,06 m     | Darlan Romani         | 21,60 m     |
| Lancio del disco | Daniel Ståhl        | 70,56 m DLR | Lukas Weißhaidinger  | 66,90 m     | Ehsan Hadadi          | 66,78 m     |

     Prestazione che stabilisce il nuovo record del meeting.

### Donne
| Specialità         | 1ª classificata    | Prestazione | 2ª classificata      | Prestazione | 3ª classificata        | Prestazione |
| 200 metri          | Dina Asher-Smith   | 22"26       | Jamile Samuel        | 22"90       | Blessing Okagbare      | 23"14       |
| 800 metri          | Caster Semenya     | 1'54"98     | Francine Niyonsaba   | 1'57"75     | Ajeé Wilson            | 1'58"83     |
| 3000 metri         | Hellen Obiri       | 8'25"60     | Genzebe Dibaba       | 8'26"20     | Lilian Kasait Rengeruk | 8'29"02     |
| 100 metri ostacoli | Danielle Williams  | 12"66       | Tobi Amusan          | 12"73       | Sharika Nelvis         | 12"78       |
| 400 metri ostacoli | Dalilah Muhammad   | 53"61       | Ashley Spencer       | 54"72       | Anna Ryzhykova         | 54"82       |
| Salto in alto      | Jaroslava Mahučich | 1,96 m      | Mirela Demireva      | 1,91 m      | Erika Kinsey           | 1,91 m      |
| Salto in lungo     | Caterine Ibargüen  | 6,76 m      | Maryna Bech-Romančuk | 6,74 m      | Brooke Stratton        | 6,73 m      |

     Prestazione che stabilisce il nuovo record del meeting.